# Martin J. Wade
Martin Joseph Wade (ur. 20 października 1861 w Burlington, zm. 16 kwietnia 1931 w Los Angeles) – amerykański polityk, członek Partii Demokratycznej.

## Działalność polityczna
W okresie od 4 marca 1903 do 3 marca 1905 przez jedną kadencję był przedstawicielem 2. okręgu wyborczego w stanie Iowa w Izbie Reprezentantów Stanów Zjednoczonych.